# Фабій Валент
Фабій Валент (Фабій Валент, д/н —69) — політичний та військовий діяч Римської імперії.

## Життєпис
Походив з родини вершників. Народився в Анагні (сучасне м. Ананьї). Про початок кар'єри відомо замало. За Нерона, під час Ювеналових ігор, він неодноразово виступав як мім, спочатку вдаючи, ніби його до цього змушують, потім — не приховуючи, що виступає за власним бажанням. Гра на сцені принесла йому репутацію вмілого актора.
У 60-х роках був легатом I Германського легіону, що стояв біля сучасного Бонна. У 68 році брав участь у придушені повстання Гая Юлія Віндекса у Нижній Германії. Після загибелі імператора Нерона та сходження на трон Гальби, дійшов до думки висунути від германських легіонів свого претендента. Ним став Вітеллій. Після загибелі у 69 році Гальби очолив війська проти імператора Отона, якого переміг у битві при Бедріакі.
Слідом за ним проголосив у Римі імператором Вітеллія. За це став консулом-суфектом (разом з Авлом Цециною Алієном). Був серед тих, хто готувався до боротьби з військами Веспасіана. Проте в цій час раптово захворів. Під час хвороби Валента легіони Вітеллія в Іллірії перейшли частково на бік Веспасіана. Разом з тим Фабій Валент зібрав сили для протидії Веспасіану, але зазнав поразки у другій битві при Бедріаці. Після цього через Пізу втік до м. Геркулес Монекус (сучасне м.Монако), де Валента було схоплено й незабаром у м. Урвінум (сучасне м.Урбіно) було страчено.